# Dirk Evers
Dirk Evers (* 1962) ist ein deutscher evangelischer Theologe.

## Leben
Von 1983 bis 1989 studierte er Theologie in Münster, Tübingen und Madurai. 1989 legte er die erste theologische Dienstprüfung ab. Von 1989 bis 1991 war er Vikar der Württembergischen Landeskirche. 1991 legte er die zweite theologische Dienstprüfung ab und wurde ordiniert. Von 1991 bis 1994 war er Pfarrvikar der Württembergischen Landeskirche. Von 1994 bis 2005 war er Assistent beim Ephorus des Evangelischen Stifts Tübingen, Eberhard Jüngel. Nach der Promotion 1999 zum Dr. theol. (ESSSAT-Preis 2002 der European Society for the Study of Science and Theology) war er 2005 Repetent am Evangelischen Stift. Nach der Habilitation 2005 (Lehrbefugnis für das Fach Systematische Theologie) war er von 2005 bis 2010 Forschungs- und Studieninspektor am Forum Scientiarum der Universität Tübingen und Studienleiter am Karl-Heim-Haus. 2008 nahm er einen Lehrauftrag für Systematische Theologie an der Universität Zürich (Vertretung von Ingolf U. Dalferth) wahr. 2009 wurde er mit dem Bad Herrenalber Akademiepreis ausgezeichnet.
Seit 2010 lehrt er als Professor für Systematische Theologie/Dogmatik an der Theologischen Fakultät der Martin-Luther-Universität Halle-Wittenberg; von 2016 bis 2018 war er deren Dekan. Seit 2014 ist er Präsident der European Society for the Study of Science and Theology. Seit dem Wintersemester 2024/2025 ist er Ephorus des Evangelischen Konviktes Halle.
Seine Forschungsschwerpunkte sind die protestantische Dogmatik, das Verhältnis zwischen Theologie und Naturwissenschaften (Kosmologie, Evolutionstheorie, Hirnforschung, Physik und Naturphilosophie im 19. und 20. Jhd.), die Religionsphilosophie (insbesondere Leibniz, Kant, analytische Philosophie, modale Logik) und Bewusstseinstheorien.

## Veröffentlichungen (Auswahl)
- Raum – Materie – Zeit. Schöpfungstheologie im Dialog mit naturwissenschaftlicher Kosmologie (= Hermeneutische Untersuchungen zur Theologie, Bd. 41). Mohr Siebeck, Tübingen 2000, ISBN 3-16-147412-0 (Dissertation Universität Tübingen).
- (Hrsg., mit Michael Eckert): Lexikon der theologischen Werke. Kröner, Stuttgart 2003, ISBN 3-520-49301-2.
- Gott und mögliche Welten. Studien zur Logik theologischer Aussagen über das Mögliche (= Religion in philosophy and theology, Bd. 20). Mohr Siebeck, Tübingen 2006, ISBN 3-16-148885-7 (Habilitationsschrift Universität Tübingen).
- (Hrsg.): Kognition und Verhalten. Theory of mind, Zeit, Imagination, Vergessen, Altruismus (= Interdisziplinäre Forschungsarbeiten am Forum Scientiarum, Bd. 1). LIT, Berlin 2008, ISBN 978-3-8258-1826-5.
- (Hrsg.): Wahrnehmung und Identität. Ich, Flow, Lügen, Raum, Kulturelles Gedächtnis (= Interdisziplinäre Forschungsarbeiten am Forum Scientiarum, Bd. 2). LIT, Berlin 2009, ISBN 978-3-643-10371-0.
- (Hrsg.): How do we know? Understanding in science and theology (= Issues in science and theology, Bd. 6). Clark, London 2010, ISBN 978-0-567-13265-9.
- (Hrsg., mit Niels Weidtmann): Konstruktion und Wirklichkeit. Virtualität, Vergessen, künstliches Bewusstsein, autobiographische Erinnerung, Emotionen (=Interdisziplinäre Forschungsarbeiten am Forum Scientiarum, Bd. 3). LIT, Münster 2011, ISBN 978-3-643-11043-5.
- (Hrsg.): Is religion natural? (= Studies in science and theology, Bd. 13). Martin-Luther-Univ. Halle-Wittenberg, Inst. for Systematic Theology, Halle/S. 2012, ISBN 978-3-00-037826-3.
- (Hrsg., mit Michael Domsgen): Herausforderung Konfessionslosigkeit. Theologie im säkularen Kontext. Evangelische Verlagsanstalt, Leipzig 2014, ISBN 978-3-374-03294-5.
- (Mithrsg.): Naturphilosophie. Ein Lern- und Studienbuch (= UTB, Bd. 4769). Mohr Siebeck, Tübingen 2017, ISBN 978-3-8252-4769-0 (2. Aufl. 2020, ISBN 978-3-8252-5382-0).
- (Mithrsg.): Issues in science and technology. Are we special? Human uniqueness in science and theology. Springer, Cham 2017, ISBN 978-3-319-62123-4.
- (Mithrsg.): Menschenbilder und Gottesbilder. Geschlecht in theologischer Reflexion. Evangelische Verlagsanstalt, Leipzig 2019, ISBN 978-3-374-05372-8.
- (Hrsg., mit Malte Dominik Krüger): Die Theologie Eberhard Jüngels. Kontexte, Themen, Perspektiven. Mohr Siebeck, Tübingen 2020, ISBN 978-3-16-159344-4.
- (Hrsg., mit Georg Pfleiderer): Sünde, Schuld, Scham und personale Integrität. Zur neuen Debatte um die theologische Anthropologie (= Veröffentlichungen der Wissenschaftlichen Gesellschaft für Theologie, Bd. 66). Evangelische Verlagsanstalt, Leipzig 2022, ISBN 978-3-374-06965-1.
- (Mithrsg.): Issues in science and technology: creative pluralism? Images and models in science and religion (= Issues in science and religion, Bd. 6). Springer, Cham 2022, ISBN 978-3-031-06276-6.